# Mycalesis rhanidostroma
Mycalesis rhanidostroma är en fjärilsart som beskrevs av Karsch 1893. Mycalesis rhanidostroma ingår i släktet Mycalesis och familjen praktfjärilar. Inga underarter finns listade i Catalogue of Life.